# グロスター・エアクラフト
グロスター・エアクラフト (Gloster Aircraft Company Ltd) は、かつて存在したイギリスの航空機メーカー。1917年にグロスターシャー・エアクラフト (Gloucestershire Aircraft Company Ltd) として設立された。イギリス空軍向けにグロスター グリーブやグロスター グラディエーターなどの軍用機を製造した。ホーカー・シドレーの子会社としてホーカー ハリケーン、ホーカー タイフーンを生産した。また、イギリス最初のジェット戦闘機グロスター E.28/39とその実用機グロスター ミーティアを製造したメーカーである。
社名は設立された地名グロスターシャーによる。1926年、社名をグロスターシャーからグロスターに変更した。1960年にホーカー・シドレー・グループに吸収された。

## 社史
グロスターシャー・エアクラフトは、彫刻メーカーであるマーティンのエアクラフト・マニュファクチャリング (Aircraft Manufacturing Company) を買収し、航空機製造事業を獲得した。マーティンが保有するチェルトナムの工場を賃借し、他社の航空機を製造した。製造した航空機は、自動車で11キロ離れた航空委員会のヒュークレコート (Hucclecote) へ運ばれた。1921年には、航空委員会からヒュークレコートの格納庫の一部を賃借した。
1920年に航空機メーカーのニューポート・アンド・ジェネラルが閉鎖した際、設計者ヘンリー・フォランドはグロスターシャー・エアクラフトに雇用された。ヘンリー・フォランドの下で、いくつかのレーシング水上機とニューポート製戦闘機の開発が続けられた。1926年にイギリス国外の顧客が発音しやすいように、社名はグロスター・エアクラフトと称した。全金属製機の製造に向け、1928年にヒュークレコートの飛行場に所在する格納庫と事務所設備を購入した。
1934年にホーカー・エアクラフトによってグロスター・エアクラフトは買収され、1935年にはホーカー・シドレーの一部門となったが、グロスターと名づけた航空機の製造が続けられた。ホーカーに買収された1934年に戦闘機グラディエーターが完成した。グラディエーターはイギリス空軍とイギリス海軍に採用された他、13か国へ輸出され、約750機が量産された。
第二次世界大戦の初期から中期にかけて、F.5/34の開発が遅延したため、ホーカーのハリケーンやタイフーンの量産を行った。ターボジェットエンジンを搭載したE.28/39が開発され、1941年4月8日に初飛行を行った。これが、ミーティアへの発展に繋がり、イギリスで初めて実用化されたジェット戦闘機となった。
1952年にデルタ翼を持つ複座戦闘機ジャベリンが開発された。ジャベリンはブロックワースから離陸するには重量過多であることが判明し、5キロ南にあるモートン・バランス基地で初飛行を行った。イギリスの産業合理化が始まると、グロスターの設備に欠点があることが致命的となった。
1961年にアームストロング・ホイットワースと合併し、ホイットワース・グロスター・エアクラフトとなった。1963年には、さらなる再編により、ホーカー・シドレー傘下のアブロ・ホイットワースとなり、ホーカー・シドレーがブランド名を前面に打ち出したため、グロスターは社名と製品名ともに消滅した。

## 開発機の一覧
- Gloster Nightjar
- グロスター スパローホーク
- グロスター グルース
- グロスター グリーブ
- グロスター ゲームコック
- グロスター ガントレット
- グロスター グラディエーター
- グロスター シーグラディエーター
- グロスター F.5/34
- グロスター F.9/37
- グロスター E.28/39
- グロスター ミーティア
- グロスター E.1/44
- グロスター ジャベリン